# 암만
암만(아랍어: عمّان)은 요르단의 수도로, 암만주의 주도이다. 인구는 약 120만 명으로 요르단 전체 인구의 1/4을 차지하고 있으며 요르단의 정치, 경제의 중심지이기도 하다.
기원전 13세기에 암몬 왕국의 수도였고, 기원전 3세기에 프톨레마이오스 2세 필라델포스에 의해 재건되어 필라델피아 (Philadelphia)라는 이름으로 불렸다. 이후 헬레니즘 문명의 중심지가 되었으며, 로마 제국의 통치하에 데카폴리스 10개 도시 중 하나가 되었다.
현재의 암만은 근대적인 도시이며 옛 시장의 중심지가 위치해 있다. 요르단강의 근처에서 예수가 세례를 받았다고 여겨지는 지점까지 차로 45분 정도여서 많은 기독교 신자들이 방문한다.
또 이라크 서부와 육로로 연결되어 있기 때문에 2003년 이라크 전쟁 이후 혼란이 계속되는 이라크로 육로에서 들어가려고 하는 사람들의 중계점이어서 주목을 끌었다.
암만의 철자는 모음표시를 하지 않을 경우 오만과 동일한 것으로도 알려져 있다. 이 말의 의미는 이 문서 맨 윗줄의 아랍문자'عمان'은 모음표시가 안 되어 있기에 오만으로 읽을 수 있는 것이다. 외국(문해)인이 봤을 경우 으만 이만 등으로도 읽을 수 있다.

## 인구
| 연도 | 역사적 인구 | ±%      |
| --- | ----------- | ------- |
| 7250 BC | 3,000       | —       |
| 1879 | 500         | −83.3%  |
| 1906 | 5,000       | +900.0% |
| 1930 | 10,000      | +100.0% |
| 1940 | 20,000      | +100.0% |
| 1952 | 108,000     | +440.0% |
| 1979 | 848,587     | +685.7% |
| 1999 | 1,864,500   | +119.7% |
| 2004 | 2,315,600   | +24.2%  |
| 2010 | 2,842,629   | +22.8%  |
| 2015 | 4,007,526   | +41.0%  |
| In 1947 following independence, several inhabitants in areas all across Jordan had moved in into the newly established capital 출처: |             |         |

## 기후
| Amman의 기후                                          | Amman의 기후 | Amman의 기후 | Amman의 기후 | Amman의 기후 | Amman의 기후 | Amman의 기후 | Amman의 기후 | Amman의 기후 | Amman의 기후 | Amman의 기후 | Amman의 기후 | Amman의 기후 | Amman의 기후 |
| 월                                                    | 1월          | 2월          | 3월          | 4월          | 5월          | 6월          | 7월          | 8월          | 9월          | 10월         | 11월         | 12월         | 연간         |
| ----------------------------------------------------- | ------------ | ------------ | ------------ | ------------ | ------------ | ------------ | ------------ | ------------ | ------------ | ------------ | ------------ | ------------ | ------------ |
| 역대 최고 기온 °C (°F)                                | 23.0 (73.4)  | 27.3 (81.1)  | 32.6 (90.7)  | 37.0 (98.6)  | 38.7 (101.7) | 40.6 (105.1) | 43.4 (110.1) | 43.2 (109.8) | 40.0 (104.0) | 37.6 (99.7)  | 31.0 (87.8)  | 27.5 (81.5)  | 43.4 (110.1) |
| 일평균 최고 기온 °C (°F)                              | 12.7 (54.9)  | 13.9 (57.0)  | 17.6 (63.7)  | 23.3 (73.9)  | 27.9 (82.2)  | 30.9 (87.6)  | 32.5 (90.5)  | 32.7 (90.9)  | 30.8 (87.4)  | 26.8 (80.2)  | 20.1 (68.2)  | 14.6 (58.3)  | 23.7 (74.66) |
| 일일 평균 기온 °C (°F)                                | 8.5 (47.3)   | 9.4 (48.9)   | 12.4 (54.3)  | 17.1 (62.8)  | 21.4 (70.5)  | 24.6 (76.3)  | 26.5 (79.7)  | 26.6 (79.9)  | 24.6 (76.3)  | 21.0 (69.8)  | 15.0 (59.0)  | 10.2 (50.4)  | 18.1 (64.6)  |
| 일평균 최저 기온 °C (°F)                              | 4.2 (39.6)   | 4.8 (40.6)   | 7.2 (45.0)   | 10.9 (51.6)  | 14.8 (58.6)  | 18.3 (64.9)  | 20.5 (68.9)  | 20.4 (68.7)  | 18.3 (64.9)  | 15.1 (59.2)  | 9.8 (49.6)   | 5.8 (42.4)   | 12.5 (54.5)  |
| 역대 최저 기온 °C (°F)                                | −4.5 (23.9)  | −4.4 (24.1)  | −3.0 (26.6)  | −3.0 (26.6)  | 3.9 (39.0)   | 8.9 (48.0)   | 11.0 (51.8)  | 11.0 (51.8)  | 10.0 (50.0)  | 5.0 (41.0)   | 0.0 (32.0)   | −2.6 (27.3)  | −4.5 (23.9)  |
| 평균 강수량 mm (인치)                                 | 60.6 (2.39)  | 62.8 (2.47)  | 34.1 (1.34)  | 7.1 (0.28)   | 3.2 (0.13)   | 0.0 (0.0)    | 0.0 (0.0)    | 0.0 (0.0)    | 0.1 (0.00)   | 7.1 (0.28)   | 23.7 (0.93)  | 46.3 (1.82)  | 245.0 (9.65) |
| 평균 강수일수                                         | 11.0         | 10.9         | 8.0          | 4.0          | 1.6          | 0.1          | 0.0          | 0.0          | 0.1          | 2.3          | 5.3          | 8.4          | 51.7         |
| 평균 월간 일조시간                                    | 179.8        | 182.0        | 226.3        | 266.6        | 328.6        | 369.0        | 387.5        | 365.8        | 312.0        | 275.9        | 225.0        | 179.8        | 3,289.7      |
| 출처 1: Jordan Meteorological Department              |              |              |              |              |              |              |              |              |              |              |              |              |              |
| 출처 2: NOAA (sun 1961–1990), Pogoda.ru.net (records) |              |              |              |              |              |              |              |              |              |              |              |              |              |

## 자매 도시
| - 오만 무스카트 (1986년) - 아제르바이잔 바쿠 - 사우디아라비아 지다 (1988년) - 이집트 카이로 (1988년) - 모로코 라바트 (1988년) - 파키스탄 이슬라마바드 (1989년) - 이라크 바그다드 (1989년) - 예멘 사나 (1989년) - 중화인민공화국 베이징 (1990년) - 터키 앙카라 (1992년) - 수단 하르툼 (1993년) | - 러시아 날치크 (1994년) - 미국 마이애미 (1995년) - 카타르 도하 (1995년) - 터키 이스탄불 (1997년) - 브라질 상파울루 (1997년) - 알제리 알제 (1998년) - 루마니아 부쿠레슈티 (1999년) - 모리타니 누악쇼트 (1999년) - 튀니지 튀니스 (1999년) - 불가리아 소피아 (2000년) - 레바논 베이루트 (2000년) | - 남아프리카 공화국 프리토리아 (2002년) - 온두라스 테구시갈파 (2002년) - 미국 시카고 (2004년) - 스위스 제네바 (2005년) - 이탈리아 밀라노 (2005년) - 이탈리아 칼라브리아주 (2005년) - 보스니아 헤르체고비나 사라예보 (2005년) - 러시아 모스크바 (2005년) - 바레인 중부주 (2006년) - 키르기스스탄 비슈케크 (2006년) - 미국 샌프란시스코 (2010년) - 미국 신시내티 (2015년) |